# Anjelika Akbar
Anjelika Akbar (Karaganda, RSS de Kazajistán, Unión Soviética, 1969) es una compositora, pianista y escritora turca de origen kazajo.

## Biografía
Nació como Anjelika Rosenbaum, en una familia judía. Su madre era una músico profesional, y su padre, Stanislav Konstantinovich Timchenko, un filósofo, quién también dirigía una orquesta. Akbar aprendió a tocar el piano y leer música antes de la edad de 3 años. Sus padres le hicieron tomar lecciones privadas de piano apenas cumplió los 3 años. Su primer maestro fue V. Lipovetsky, uno de los fundadores del Conservatorio Chino de Harbin y profesor en el Conservatorio de Moscú.
A la edad de 4 años, se descubrió que poseía el campo absoluto, y fue admitida a la Escuela Estatal Uspkensky de Música, una escuela soviética para niños prodigio, atrayendo el interés de los músicos del Conservatorio de Moscú. Continuó su educación en la sede de Taskent de la misma escuela, donde otros niños prodigios como Alexei Sultanov y Stanislav Ioudenitch estudiaron también.
Estudió piano y composición durante 11 años con los profesores. V. Fadeyeva, A. Berlin y B. Zeydman del Conservatorio Estatal de San Petersburgo. Luego de esto, Akbar comenzó a estudiar en el Conservatorio de Taskent, donde estudió composición, orquestación y piano durante 5 años adicionales, completando así su educación musical.

## Carrera musical
Akbar completó su Maestría en composición y director orquestal en el Conservatorio Estatal Hacettepe en Ankara, Turquía donde llegó en 1990 para escribir la de música de documental sobre ecología mundial, el cual había sido escrito por su marido. Antes de que la Unión Soviética se disolviese, Akbar y su marido, un tártaro de Crimea, decidieron quedarse permanentemente en Turquía, habiendo sido naturalizada como ciudadana turca y recibiendo eu título de Dominio en Artes (equivalente a Doctorado) en 1993, luego de entregar su tesis en la clase del Prof. Turgay Erdener sobre el compositor ruso A. Skriabin, Analysis of Selected Piano Works in Harmonic, Melodic, Rhythmic, Formal and Philosophical Aspects y componiendo “Sinfonía Núm. 1” en el Conservatorio Estatal Hacettepe.
Akbar grabó su primer álbum “Su” (agua) en 1999.
Ha sido reconocida con crear la primera adaptación para solo de piano de las Cuatro Estaciones de Vivaldi en la historia de música clásica, la cual fue publicada por Sony Music en 2002, convirtiéndose de esta manera en el primer álbum turco en el catálogo de Sony Classical. Ese mismo año, Anjelika Akbar grabó su álbum “bir'den Bir'e” conjuntamente con Rana Erkan y Zara.
Ha trabajado con el compositor turco Ali Darmar desde 2003. En el mismo año,  presentó su álbum “Bach A L'Orientale”, donde fusiona melodías de Bach con instrumentos orientales.
“Bir Yudum Su” (Una Gota de Agua), un álbum que incluye las composiciones y los arreglos de la artista, fue presentado en noviembre de 2005.
Akbar tocó su Concierto No. 1 para piano, titulado, “Sevgi Çemberi” (Círculo de Amor) por primera vez durante el concierto introductorio del 10.º Festival Internacional de Piano Cemal Reşit Rey . Su poema sinfónico “Kutsal İmler” (Señales Sagradas), compuesto para el grupo de instrumentos indios y para Orquesta Sinfónica, fue interpretado por la Orquesta Sinfónica de Turquía de por primera vez en el Centro Cultural Atatürk, conducido por A. Pirolli. Su composición de tributo para el primer presidente de Turquía, Mustafa Kemal Atatürk, llamada “Güneşen Hacerğduğu Ufuk-Piyano ve Senfonik Orkestra için Rapsodi” ("El Horizonte donde el Sol se levanta" - Rapsodia para Piano y Orquesta Sinfónica) fue interpretado por la Orquesta Sinfónica de Turquía, y conducido por Rengim Gökmen en su premier mundial.
En total, Akbar ha compuesto más de 400 trabajos para coro, piano y otros instrumentos con Orquesta Sinfónica y Orquesta de Cámara, y ha actuado en conciertos en Rusia, Francia, Alemania, el Baltic Países, Asia Central, India, Catar, Turquía y Chipre del norte.
Akbar fue entrevistada por los periodistas de la revista Skylife de Turkish Airlines, Julide Karahan e Ihsan Uysal, para un artículo publicado en la revista de la aerolínea en noviembre de 2009.
En marzo de 2016, la exposición digital “Pictoresque Istanbul”, que contenía pinturas famosas de Estambul de aproximadamente 200 años, fue abierta en el Museo Naval de Estambul. Akbar compuso y dirigió la música utilizada en la exposición. Al final de la exposición,  presentó su concierto "Rapsodia Oriental".

## Premios y reconocimientos
Anjelika Akbar ha recibido innumerables premios, entre ellos: Premio de Prensa de Moscú “Sobesednik”; Premio de Música Étnica de la URSS; Premio “Lenin Dorado"a la mejor compositora de Uzbekistán; Premio de la Asociación de Compositores de la URSS de Compositores al mejor compositor joven; Tercer lugar en el Concurso de Composición Nejat Eczacıbaşı. 
Es integrante de la Asociación Ucraniana de Compositores desde 2006.

## Vida personal
Anjelika Akbar está casada actualmente con Batu Tarman, un ingeniero civil y contratista turco, y es la madre de 2 niños. Su hijo mayor, Yurek Akbar, de su primer matrimonio, es fotógrafo.

## Discografía

### Álbumes
- Su (1999)
- bir'den Bir'e (2002)
- Vivaldi - Four Seasons(2002)
- Bach A L'orientale (2003)
- Bach A L'orientale - Remix (2004)
- Bir Yudum Su (2005)
- Raindrops By Anjelika (2009)
- İçimdeki Türkiyem (2010)
- Likafoni (2011)

## Bandas sonoras
- Banda sonora original para la película Beni Unutma (2011)

## Libros
- İçimdeki Türkiyem, autobiografía, 2010. ISBN 9786053600718
- Uçan Köpek Baaşa, libro para niños, 2011. ISBN 9786055340001